# 頚神経叢
頚神経叢（けいしんけいそう）とは脊髄神経から分岐し頭・首・上肢のうちに頭・顔・首へ繋がる神経叢の名称。
頚神経叢は脊髄神経から分岐し頭部・背中・肩部と上肢のうち鎖骨・肩・上腕・前腕・手に繋がる腕神経叢と相互に連結しているためこれらを合わせて頚腕神経叢と呼ぶ。

## 頚神経叢の構成
頚神経叢は第1頚神経～第4頚神経の前枝から構成されており、胸鎖乳突筋に覆われて側頚部にある。
枝は皮枝と筋枝に分かれる。

## 皮枝
大後頭神経（C2～C3）→ 後頭部
大耳介神経（C2～C3）→ 耳介後部および耳下腺付近
頚横神経（C3）→ 側頚部および前頚部
鎖骨上神経（C3～C4）→ 鎖骨上下および肩
いずれも胸鎖乳突筋の後縁から皮下に現れ、小後頭神経は胸鎖乳突筋と僧帽筋との間を斜めに後上し、大耳介神経は胸鎖乳突筋の表面を上方へ行き、頚横神経は胸鎖乳突筋の表面を前方へ行き、鎖骨上神経は数枝に分かれ、鎖骨の表面を下方へ走り、全体として放射状に分散し上述の各分布区域の皮膚に行く。

## 筋枝
後頭筋群に枝を与えているほか、副神経と吻合し、C2～C4を主体に胸鎖乳突筋と僧帽筋に、また頚神経ワナとして舌下神経と吻合しながら舌骨下筋群に枝を送っており、他に頚神経叢の筋枝として横隔神経（C3～C5）をあげられ、C4を主体にその上下の頚神経1～2本から構成され、頚神経叢を出ると前斜角筋前を下行し、胸腔に入り、心嚢と縦隔胸膜の間を通り、横隔膜に達し（その時に、肺門前を通るものの迷走神経は肺門の後を下がる）筋に分布し、途中で心嚢と胸膜にも知覚枝を送る。